# Marieke Nijkamp

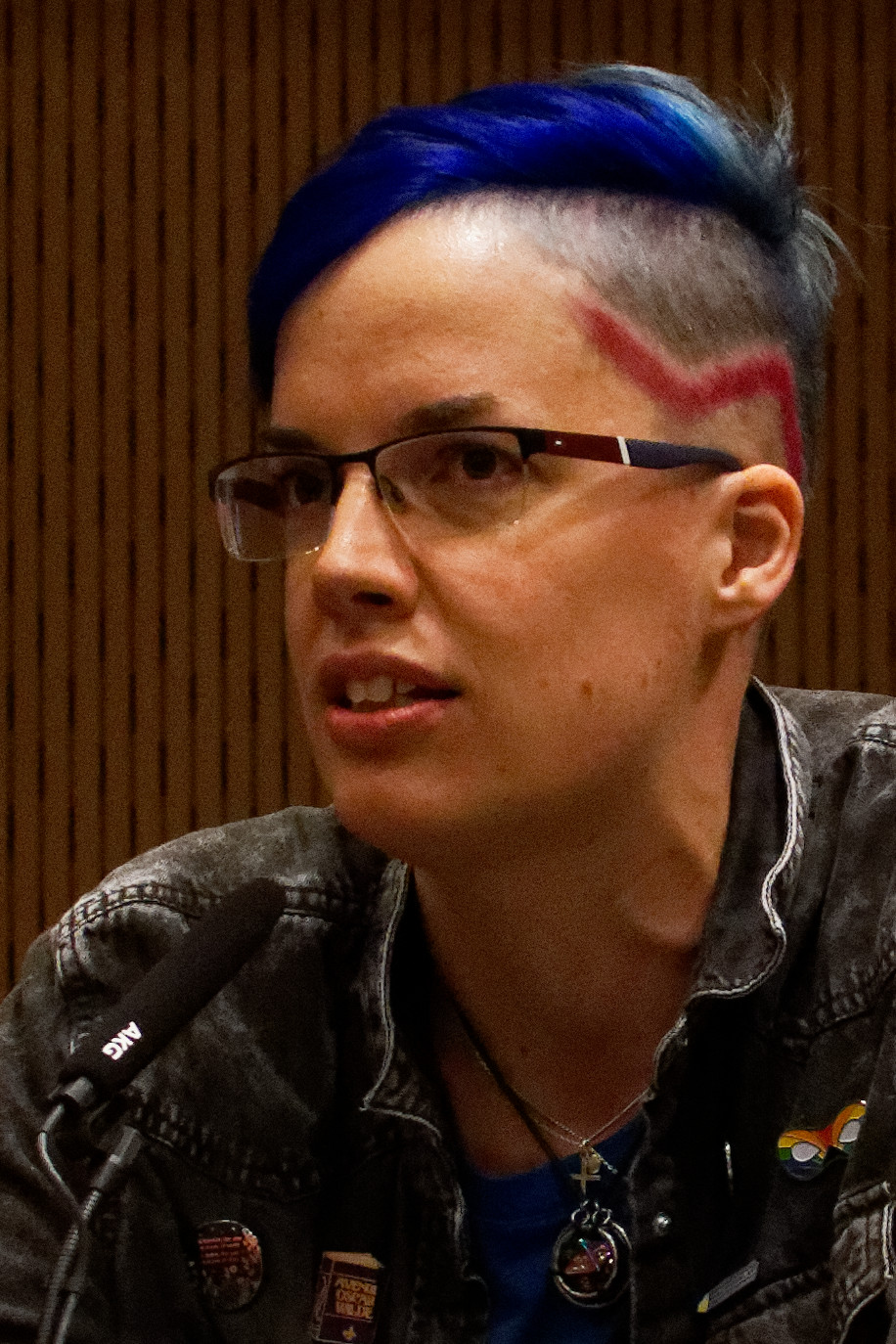
Marieke Nijkamp bei der Dublin Worldcon 2019

Marieke Nijkamp (* 23. Januar 1986 in Zwolle) ist eine niederländische Schriftstellerin.

## Leben
Nijkamp wurde am 23. Januar 1986 in Zwolle, in den Niederlanden geboren und wuchs in Twente auf. Als Kind las sie Der Brief für den König von Tonke Dragt und wusste, dass auch sie ein Buch schreiben und veröffentlichen wollte.
Nijkamp studierte Geschichte, Philosophie und Mediävistik in Groningen und Gent. In dieser Zeit reiste sie viel und entschied sich, auf Englisch zu schreiben. Neben Niederländisch und Englisch, spricht sie Deutsch, Französisch, Latein und Japanisch, kann Spanisch und Italienisch lesen und hat Grundkenntnisse in Griechisch, Arabisch und Hebräisch.
Nijkamp ist katholisch, identifiziert sich als nicht-binär und homoromantisch-asexuell. Sie verwendet nach eigenen Aussagen neben sie und they alle Pronomen für sich selbst. Die Autorin ist Autistin und körperlich eingeschränkt, so dass sie zeitweise auf einen Gehstock angewiesen ist. Es ist ihr daher ein Anliegen, Diversität in ihren Büchern zu zeigen. Sie ist Gründerin von DiversfyYA sowie Gründungsmitglied von We Need Diverse Books.

## Literarisches Wirken
Nijkamps Debütroman This is where it ends (dt. „54 Minuten: Jeder hat Angst vor dem Jungen mit der Waffe“) erschien im Januar 2016, wurde zum Überraschungserfolg und schaffte es im März 2016 auf die New York Times Bestsellerliste. Seither hat sie drei weitere Romane Before I let go (dt. „Nur in der Dunkelheit leuchten die Sterne“) (2018), Even if we break (2020) und At the end of everything (2022) verfasst, die dem Genre Jugendliteratur zuzuordnen sind.
Mit Critical Role: Vox Machina - Kith and Kin (2021) schrieb Nijkamp einen Roman, der als Prequel zur ersten Kampagne der amerikanischen Webserie Critical Role dient. Im Februar 2023 wurde eine Graphic Novel Reihe zu Critical Roles Animationsserie The Legend of Vox Machina angekündigt, die von Marieke Nijkamp geschrieben und Tyler Walpole illustriert werden soll. Der erste Teil mit dem Titel The Legend of Vox Machina: Whitestone Chronicles - Ripley ist für 2024 angekündigt.
Ihre erste Graphic Novel The Oracle Code_ (2020) verfasste Nijkamp für DC Comics. In diesem wird die junge Hackerin und Tochter des Polizeichefs von Gotham, Barbara Gordon, bei dem Abhören des Polizeifunks und der Verfolgung von Verbrechern angeschossen, ist fortan hüftabwärts gelähmt und auf den Rollstuhl angewiesen. Während ihrer Rehabilitation im Arkham Center ereignen sich merkwürdige Dinge und Barbara Gordon nimmt ihr Schicksal an, geht der Sache nach und entdeckt ein finsteres Geheimnis.
Für Marvel Comics verfasste Nijkamp die fünfteilige Comic-Miniserie Hawkeye: Kate Bishop (2021–2022), dessen erste Ausgabe zeitgleich mit der ersten Folge der Fernsehserie Hawkeye erschien.

## Werke

### Jugendliteratur
- 54 Minuten: Jeder hat Angst vor dem Jungen mit der Waffe (engl. original: This is where it ends), übersetzt von Mo Zuber. Fischer, 22. Mai 2019 (ISBN 978-3-596-81298-1).
- Nur in der Dunkelheit leuchten die Sterne (engl. original: Before I Let Go), übersetzt von Mo Zuber. Fischer FJB, 24. Oktober 2018 (ISBN 978-3-8414-4026-6).

noch nicht übersetzt:
- Even If We Break, Sourcebooks, 2020 (ISBN 978-1-4926-3611-3).
- Critical Role: Vox Machina – Kith & Kin, Random House Worlds, 2021 (ISBN 978-0-593-49662-6).
- At the End of Everything, Sourcebooks, 2022 (ISBN 978-1-4926-7315-6).

### Comics und Graphic Novels
- Der Oracle Code_: / / Eine Graphic Novel, illustriert von Manuel Preitano, übersetzt von Sanni Kentopf. Panini, 8. September 2020 (ISBN 978-3-7416-1847-5).
- Hawkeye: Kate Bishop - Alles unter Kontrolle, illustriert von Enid Balám, übersetzt von Denis Martynov. Panini, 26. Juli 2022 (ISBN 978-3-7416-2845-0).

### Kurzgeschichtensammlung (als Herausgeberin)
- Unbroken: 13 Stories Starring Disabled Teens, Farrar, Straus & Giroux Inc., 2018 (ISBN 978-0-374-30650-2).